# Comuna de Słomniki
Słomniki (polaco: Gmina Słomniki) é uma gminy (comuna) na Polónia, na voivodia de Pequena Polónia e no condado de Krakowski. A sede do condado é a cidade de Słomniki.
De acordo com os censos de 2004, a comuna tem 13 589 habitantes, com uma densidade 122 hab/km².

## Área
Estende-se por uma área de 111,38 km², incluindo:
- área agricola: 83%
- área florestal: 10%

## Demografia
Dados de 30 de Junho 2004:
|                      | Total   | Total | Mulheres | Mulheres | Homens  | Homens |
| -------------------- | ------- | ----- | -------- | -------- | ------- | ------ |
|                      | pessoas | %     | pessoas  | %        | pessoas | %      |
| População            | 13 589  | 100   | 7021     | 51,7     | 6568    | 48,3   |
| Densidade (pop./km²) | 122     | 100   | 63       | 63       | 59      | 59     |

De acordo com dados de 2002, o rendimento médio per capita ascendia a 1324,28 zł.

## Comunas vizinhas
- Gołcza, Iwanowice, Kocmyrzów-Luborzyca, Koniusza, Miechów, Radziemice